# Daniela Marzi
Daniela Beatriz Marzi Muñoz (Valparaíso, 1979) es una abogada y académica chilena de ascendencia italiana. En 2022 fue nombrada por el presidente Gabriel Boric como ministra del Tribunal Constitucional, organismo en el cual fue elegida presidenta en 2024. Simultáneamente se desempeña como docente en su alma mater, la Universidad de Valparaíso.

## Biografía
Nació en Valparaíso. Cursó la enseñanza básica y media en la Scuola Italiana Arturo Dell'Oro. Posteriormente estudió derecho en la Universidad de Valparaíso, donde fue discípula de Manuel de Rivacoba. Su memoria de licenciatura fue "Eficacia social de relevantes instituciones del derecho sucesorio chileno", en coautoría con David Urzúa Cuevas, y guiada por el profesor Aldo Valle Acevedo.
Posteriormente realizó un magíster en Derecho Laboral en la Universidad de Bolonia, y un doctorado en la Universidad Autónoma de Madrid, con la tesis "La garantía y reparación de no monetaria de los derechos fundamentales en el trabajo. Un estudio del sistema español en relación con el caso chileno".
Desde 2009 ha ejercido como académica de derecho laboral en la Universidad de Valparaíso, en la Universidad Adolfo Ibáñez, en la Universidad de Talca, Universidad Diego Portales, Universidad Católica de Valparaíso, y en la Universidad Austral de Chile, entre otras universidades chilenas. Además se ha desempeñado como directiva en su alma mater, donde se ha desempeñado como Secretaria General de la universidad, como presidenta del Departamento de Derecho del Trabajo y Seguridad Social, y encargada de la Unidad de Igualdad y Diversidad.
Fue crítica del proyecto de teletrabajo presentado por Sebastián Piñera. Durante el estallido social realizó escuelas constituyentes junto a Jaime Bassa y Fernando Atria.
El 27 de abril de 2022 fue designada por el presidente Gabriel Boric como ministra del Tribunal Constitucional junto a Nancy Yañez. En julio de 2024 fue elegida presidenta del Tribunal Constitucional.

## Vida personal
Es descendiente de inmigrantes italianos de la región de Emilia-Romaña. Habla fluidamente alemán e italiano; se ha desempeñado como traductora de confianza del Consulado de Italia en Valparaíso, y ha traducido al castellano textos de Rosa Luxemburgo, Hugo Sinzheimer, y Umberto Romagnoli. Desde 2019 es consejera consultiva de la Asociación de Abogadas Feministas de Chile (Abofem). Es socia de la Sportiva Italiana de Valparaíso.